# Gare de Chikusa
La gare de Chikusa (千種駅, Chikusa-eki) est une gare ferroviaire de la ville de Nagoya, dans la préfecture d'Aichi au Japon. Elle est exploitée par la JR Central et le métro de Nagoya.

## Situation ferroviaire
La gare de Chikusa est située au point kilométrique (PK) 389,8 de la ligne principale Chūō et au PK 11,0 de la ligne Higashiyama.

## Histoire
La gare a été inaugurée le 25 juillet 1900. Le métro y arrive le 15 juin 1960.

## Services aux voyageurs

### Accès et accueil
La gare dispose d'un bâtiment voyageurs, avec guichet, ouvert tous les jours.

### Desserte

#### JR Central
- Ligne principale Chūō :
  - voie 1 : direction Nakatsugawa
  - voie 2  : direction Nagoya

#### Métro de Nagoya

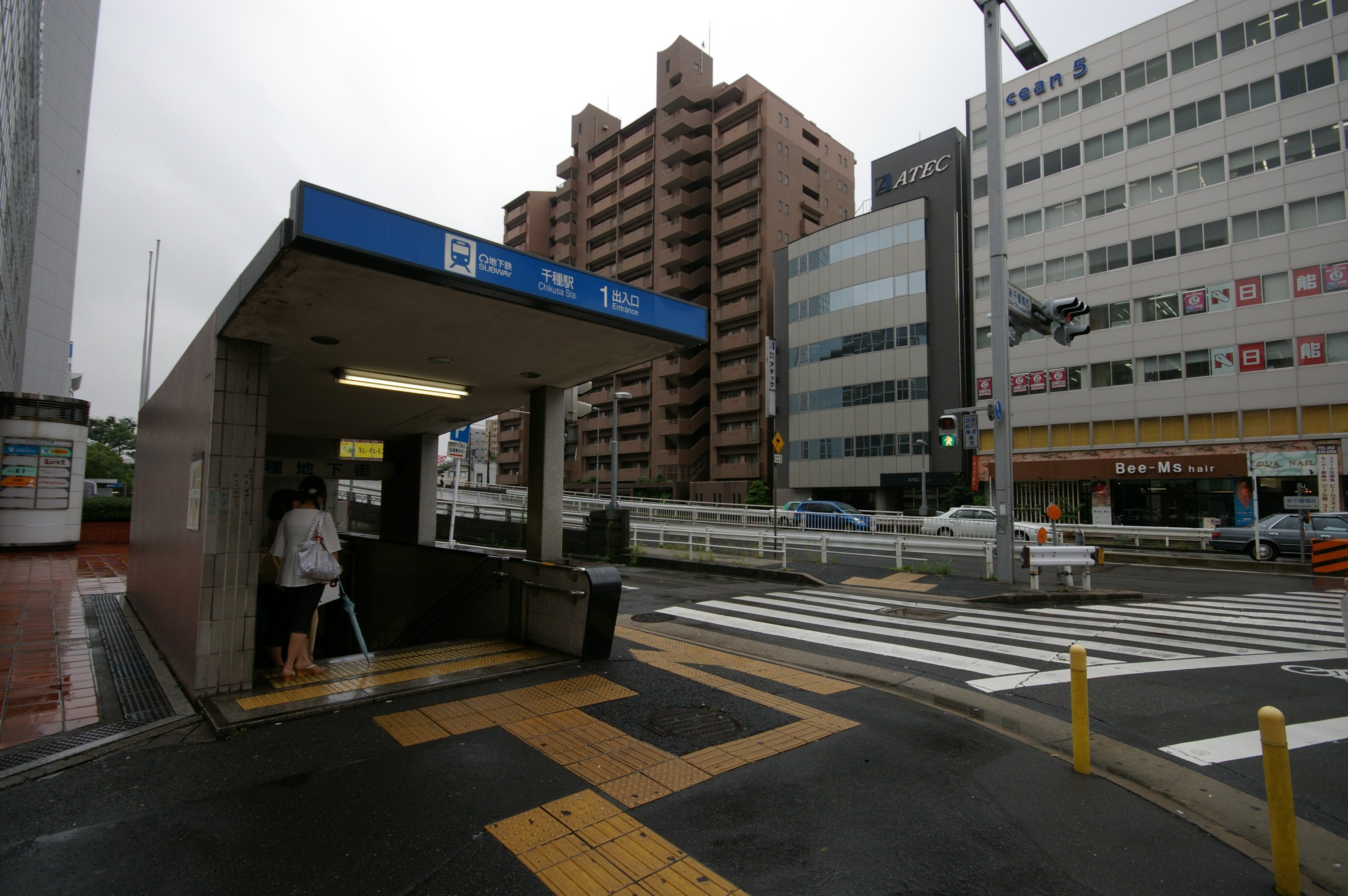
Entrée de la station de métro

- Ligne Higashiyama :
  - voie 1 : direction Fujigaoka
  - voie 2 : direction Takabata